# Thận (hải quái)

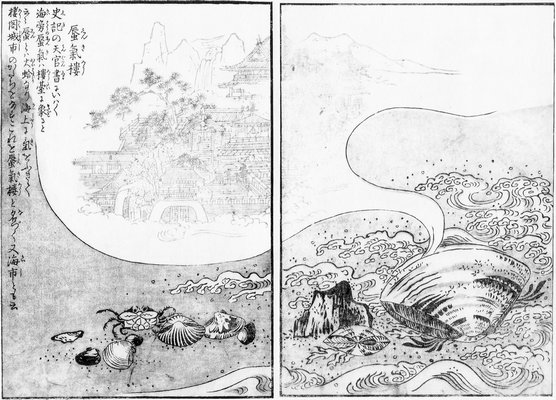
Tranh minh họa trong Konjaku Hyakki Shūi của Toriyama Sekien.

Thận (tiếng Trung: 蜃, bính âm: shèn) là một loài hải quái trong thần thoại Trung Quốc, có ngoại hình trông như một con hàu khổng lồ (cũng có thuyết nói là ngao mật, thủy long). Có thể phun ra sương khói, hình thành ảo tượng lâu đài, hiện tượng này được gọi là "hải thị thận lâu" (tiếng Trung: 海市蜃楼). Thận cũng được cho là một loài linh thú.

## Tổng quan

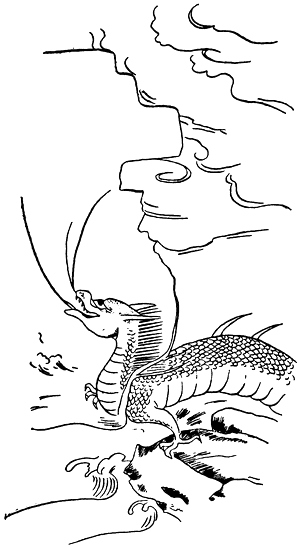
Thận được minh họa trong Wakan Sansai Zue.

Trong thư tịch cổ của Trung Quốc "Hối uyển" (彙苑) ghi lại, lúc giao mùa xuân - hè, trong biển nổi sương hình thành lâu đài. Truyền thuyết này cũng được lưu truyền rộng rãi tại Nhật Bản, trong cuốn Konjaku Hyakki Shūi của Toriyama Sekien sáng tác vào thời kỳ Edo, có loài yêu quái gọi là Shinkirō (蜃気楼 (Thận khí lâu)/ しんきろう), ngoại hình là con ngao mật khổng lồ phun ra sương khói hình thành lầu các, trong đó còn trích dẫn Sử ký Tư Mã Thiên "Thận là con ngao khổng lồ biến thành".